# タニガーン・デーンダー
タニガーン・デーンダー（英: Taneekarn Dangda、タイ語: ธนีกาญจน์ แดงดา、1992年12月15日 - ）は、タイ出身の女子サッカー選手。AC長野パルセイロ・レディース所属。タイ女子代表。ポジションはフォワード。プロサッカー選手のティーラシン・デーンダーは実兄。

## 来歴

### シニア
2023年8月にタイのバンコクWFCより移籍加入した。
2023年12月9日、2023-24 WEリーグ第5節のINAC神戸レオネッサ戦で来日初ゴールをマーク。タイ国籍の選手として、兄に続いて日本のプロサッカーリーグで初めて得点を決めた。同年の皇后杯5回戦、アルビレックス新潟レディース戦でも先制点を決めた。

## 個人成績

### クラブ
| 国内大会個人成績 | 国内大会個人成績             | 国内大会個人成績 | 国内大会個人成績 | 国内大会個人成績 | 国内大会個人成績 | 国内大会個人成績 | 国内大会個人成績 | 国内大会個人成績 | 国内大会個人成績 | 国内大会個人成績 | 国内大会個人成績 |
| 年度             | クラブ                       | 背番号           | リーグ           | リーグ戦         | リーグ戦         | リーグ杯         | リーグ杯         | オープン杯       | オープン杯       | 期間通算         | 期間通算         |
| 年度             | クラブ                       | 背番号           | リーグ           | 出場             | 得点             | 出場             | 得点             | 出場             | 得点             | 出場             | 得点             |
| 日本             | 日本                         | 日本             | 日本             | リーグ戦         | リーグ戦         | リーグ杯         | リーグ杯         | 皇后杯           | 皇后杯           | 期間通算         | 期間通算         |
| ---------------- | ---------------------------- | ---------------- | ---------------- | ---------------- | ---------------- | ---------------- | ---------------- | ---------------- | ---------------- | ---------------- | ---------------- |
| 2023-24          | AC長野パルセイロ・レディース | 10               | WE               | 15               | 1                | 2                | 0                | 1                | 1                | 18               | 2                |
| 2024-25          | AC長野パルセイロ・レディース | 10               | WE               |                  |                  | 1                | 0                | 0                | 0                | 1                | 0                |
| 通算             | 日本                         | 日本             | 1部              | 15               | 1                | 3                | 0                | 1                | 1                | 19               | 2                |
| 総通算           | 総通算                       | 総通算           | 総通算           | 15               | 1                | 3                | 0                | 1                | 1                | 19               | 2                |

- WEリーグ
  - 初出場 - 2023年11月12日 第1節 日テレ・東京ヴェルディベレーザ戦 (味の素フィールド西が丘)[4]
  - 初得点 - 2023年12月9日 第5節 INAC神戸レオネッサ戦 (長野Uスタジアム)[4]

### 代表

#### 選出歴
- タイ女子代表 (2012-)

## タイトル

### 代表
- タイ女子代表
  - 東南アジア女子サッカー選手権: 2回 (2011、2015)
  - 東南アジア競技大会: 1回 (2013)